# Miastenija gravis
Miastenija gravis (MG) je pridobljena avtoimunska bolezen, za katero sta značilni šibkost mišic in hitra utrudljivost. Vzrok so protitelesa proti acetilholinskim receptorjem na postsinaptični membrani živčnomišičnega stika (stik med živcem in mišico). Posledica je izguba teh receptorjev in s tem slabše krčenje mišic. Stopnja izgube receptorjev je sorazmerna z izraženostjo klinične slike – več receptorjev ko bo uničenih, bolj bo šibkost izražena. Miastenična kriza nastopi, kadar je šibkost dihalnih mišic tako izrazita, da je potrebna mehanska ventilacija (mehansko dihanje).

## Etiologija
Vzrok avtoimunskega odziva je nepojasnjen, verjetno pa ima pri tem vlogo priželjc (timus); ta je namreč abnormalen kar pri 75 % obolelih. Tveganje za bolezen je povezano tudi z genetskimi dejavniki in nepravilnostmi v delovanju imunskega sistema.
Dejavniki, ki poslabšajo miastenijo, so:
- bolezni ščitnice (hipertiroidizem, hipotiroidizem),
- okužbe,
- nekatera zdravila (aminoglikozidni antibiotiki, polimiksin, kvinidin, antiaritmiki ...).

## Patofiziologija
Krčenje mišic je odvisno od učinkovitega živčnomišičnega prenosa, pri
katerem se molekule acetilholina (ACh) sproščajo iz živčnih končičev in se vežejo na ACh receptorje na postsinaptični membrani (mišični celici). Vezava na receptor sproži potencial motorične ploščice, ki je eksciatorni (pospeševalni). Če je amplituda tega potenciala dovolj visoka, nastane akcijski potencial, ki se razširi vzdolž mišičnega vlakna (celice) in sproži sproščanje kalcija iz znotrajceličnih zalog, kar privede do krčenja mišice.
Pri miasteniji pa zaradi zmanjšanega števila ACh receptorjev amplituda potenciala motorične ploščice ni dovolj visoka, da bi sprožila akcijski potencial v vseh mišičnih vlaknih. Ko je prenos oslabljen (onemogočen) v več stikih (vlaknih) pride do mišične šibkosti. Že v normalnih razmerah se število izločenih ACh molekul ob ponavljajočem se krčenju zmanjšuje (živčni končič namreč ne more vzdrževati začetne hitrosti sproščanja ACh). Ko pa je temu pridruženo še zmanjšano število receptorjev, kot pri miasteniji, pride zelo hitro do utrujenosti.

## Znaki in simptomi
Značilni sta mišična šibkost in utrudljivost. Šibkost se povečuje s ponavljajočo se aktivnostjo in se izboljša s počitkom. Šibkost je po navadi tudi značilno razporejena.

### Šibkost očesnih mišic
Veke in mišice za premikanje oči so na začetku prizadete pri 65 % bolnikov, v določenem stadiju bolezni pa pri več kot 90 % bolnikov. Rezultat je ptoza (povešenje vek) in diplopija (dvojna slika, dvojni vid). Pri 15 % bolnikov ostane šibkost omejena samo na oči – okularna (očesna) miastenija.

### Šibkost obraznih in bulbarnih mišic
Šibkost teh mišic se kaže kot izguba mimike, nesposobnost žvižganja in težave z govorom, žvečenjem in požiranjem.

### Šibkost udov
Pri 85 % se razvije splošna (generalizirana) šibkost mišic udov, vratu in celo dihalne mišice (trebušna prepona). Na začetku je šibkost lahko epizodična in jo lahko sprožijo čustveni stres ali okužbe. Šibkost je značilno povečana ob naporu, tonus mišic je normalen, kitni refleksi pa so po navadi pojačani.

### Šibkost dihalnih mišic
Kaže se kot težko dihanje (dispneja), v hujših primerih lahko pride celo do dihalne odpovedi.

### Ostala pridružena imunska stanja
Pri bolnikih z MG se pojavljajo še druge bolezni, občutljivost za obolevanje pa je povezana z geni za imunski odziv. Te bolezni so:
- nevromiotonija (stalna aktivnost mišičnih vlaken zaradi povečane vzdražnosti obkrajnih živcev)
- bolezni ščitnice (hipertiroidizem)
- polimiozitis
- revmatoidni artritis
- sistemski lupus eritematosus (SLE)

## Posebne oblike miastenije

### Neonatalna miastenija
Neonatalna miastenija je bolezen, za katero oboli približno 1/8 novorojenčkov mater z miastenijo.
Nastane zaradi prehoda materinih protiteles skozi posteljico v otrokovo kri in prenosa do mišic, kjer uničujejo acetilholinske receptorje. Ko se materina protitelesa odstranijo iz otrokovega telesa, tudi bolezen izzveni.

### Juvenilna miastenija
Pojavi se pri mlajših od 18. leta in je podobna MG pri odraslih.

### S penicilaminom inducirana miastenija
Podobna je MG pri odraslih in izzveni nekaj mesecev po prenehanju jemanja zdravila.

## Diferencialna diagnoza
Generalizirana miastenija:
- Kongenitalni miastenični sindrom (redko, ni avtoimunska bolezen in večinoma ne napreduje)
- Z zdravili povzročena miastenija (penicilamin, kurara strup, prokainamid ...; izboljšanje po ukinitvi zdravila)
- Lambert-Eatonov miastenični sindrom (v 60 % povezan s karcinomom pljuč, prisotni so arefleksija in protitelesa proti Ca2+ kanalčkom)
- Strupi kač, škorpijonov, pajkov
- Botulizem (prisotne so tudi dilatirane zenice)
- Inflamatorne (vnetne) demielinizirajoče poliradikulopatije; Guillain-Barréjev sindrom, Miller-Fisherjev sindrom
- Hipertiroidizem (poslabša MG)

Očesna miastenija:
- Progresivna zunanja oftalmoplegija
- Okulofaringealna (očesnožrelna) mišična distrofija
- Gravesova bolezen (prisoten je eksoftalmus)
- Intrakranialna lezija ki pritiska na možganske živce

Bulbarna miastenija:
- Infarkt možganskega debla
- Bolezen motoričnega nevrona (psevdobulbarna pareza)

## Preiskave in diagnoza
Pri 85-90 % bolnikov z generalizirano in pri 60 % tistih z očesno obliko lahko v krvi dokažemo protitelesa proti ACh receptorjem. Pri tem je titer protiteles po navadi sorazmeren z resnostjo bolezni. Pri tistih pa, kjer protiteles proti ACh receptorjem ne moremo dokazati, lahko dokažemo protitelesa proti za mišice specifični kinazi (MuSK, angl. muscle specific kinase), beljakovini, prisotni v živčnomišičnem stiku.
Kadar ne dokažemo protiteles ali pa je treba zaradi resnosti bolezni diagnozo postaviti hitro, uporabimo antiholinesterazni (edrofonijski) test. Edrofonij je hitro delujoča antiholinesteraza (prepreči razgradnjo acetilholina), ki ima tudi kratkotrajen učinek. Pri miasteniji bo v eni minuti po vbrizganju zdravila prišlo do povečane mišične moči, ki bo ponovno oslabela v približno 5 minutah.
EMG (elektromiogram) je še ena preiskava, ki lahko pomaga pri postavitvi diagnoze, vendar je pri njeni interpretaciji potrebna pazljivost.

## Zdravljenje
Zdravimo predvsem s 4 metodami:
- antiholinesteraze (piridostigmin, neostigmin); predvsem pri blagih oblikah; antiholinesteraze zavirajo razgradnjo ACh
- timektomija (odstranitev priželjca); kadar je potrebno; s tem preprečimo tvorbo protiteles
- imunosupresija (kortikosteroidi, azatioprin ...); zavirajo tvorbo protiteles, a imajo veliko stranskih učinkov
- kratkotrajne imunoterapije (plazmafereza, intravenozni imunoglobulini); odstranitev ali nevtralizacija protiteles
- pomembno se je tudi izogibati dejavnikom, ki bolezen poslabšajo (bolezni ščitnice, okužbe, nekatera zdravila)

Med nosečnostjo se šibkost po navadi ne poveča, lahko pa se povečana šibkost pojavi po porodu. Sama terapija se med nosečnostjo vzdržuje, saj ni dokazov, da bi bila zdravila teratogena. Če je treba, se lahko opravi tudi plazmafereza. Pri neonatalni miasteniji je potrebna splošna skrb za novorojenčka in dajanje antiholinesteraz. Miastenično krizo pa zdravimo z antiholinesterazami, vzdrževanjem dihanja (umetna ventilacija, če je potrebno), intravenoznimi imunoglobulini ali plazmaferezo.

### Holinergična kriza
Kriza, ki nastane zaradi prevelikega odmerka antiholinesteraz. Treba je vzdrževati dihalne poti, dati atropin, začasno umakniti terapijo z antiholinesterazami in, če je potrebno, uporabiti imunosupresive ali plazmaferezo.

## Prognoza
Z optimalno oskrbo je smrtnost skoraj 0%. Večina obolelih živi normalno življenje, vendar mora jemati imunosupresive. Brez zdravljenja pa jih 20-30 % umre v 10 letih.